# Amanda Michalka
 (mars 2011).
Si vous disposez d'ouvrages ou d'articles de référence ou si vous connaissez des sites web de qualité traitant du thème abordé ici, merci de compléter l'article en donnant les références utiles à sa vérifiabilité et en les liant à la section « Notes et références ».
Amanda Michalka (de son nom complet Amanda Joy « AJ » Michalka, née le 10 avril 1991 à Torrance est une chanteuse et actrice américaine. Elle est surtout connue pour faire partie du groupe Aly & AJ avec sa sœur, Alyson Michalka, depuis 2004.

## Biographie
Elle a commencé à prendre des cours de comédie à l'âge de 9 ans. En attendant d'être connue grâce au cinéma, elle a été top model, prêtant son image pour des photos de grands magazines. Puis vient le moment de passer des auditions, qu'elle réussit du premier coup, c'est alors qu'elle décroche des contrats pour de grandes chaînes telles que FOX, CBS, HBO et NBC. Vient alors la série The Guardian qui l'a fait connaître de tous grâce au rôle de Shannon Gressler.

## Vie privée
Amanda est, tout comme sa sœur Alyson Michalka, chanteuse et musicienne et compositeur. Elle a fondé, avec sa sœur, le groupe Aly & AJ dont le premier album, Into the Rush, est sorti en 2005. En 2010, elles changent le nom de leur groupe et le baptisent « 78violet ».
Elle a fréquenté le chanteur américain, Joe Jonas, membre des Jonas Brothers, de décembre 2005 à novembre 2006. Elle a également été la compagne de l'acteur canadien, Keenan Tracey, de 2013 à 2016. Depuis 2017, elle partage la vie de l'acteur américain, Josh Pence.

## Filmographie

### Cinéma
- 2007 : Super Sweet 16: The Movie
- 2009 : Lovely Bones
- 2010 : Secretariat
- 2011 : Super 8
- 2013 : Grace Unplugged
- 2013 : Angels in Stardust

### Télévision

#### Séries télévisées
- 2002 : Passions : la fille de Sheridan
- 2002 : Les Anges de la nuit (Birds Of Prey) : Dina, jeune (2 épisodes)
- 2002 - 2004 : Le Protecteur (The Guardian) : Shannon Gressler (14 épisodes)
- 2004 : Hôpital central : Ashley B. (3 épisodes)
- 2004 : Six Feet Under : Ashley
- 2004 : Oliver Beene : Bonnie (9 épisodes)
- 2011 : Hellcats : Deirdre Perkins (3 épisodes)
- depuis 2013 : Les Goldberg : Lainey Lewis (81 épisodes)
- 2014 : Motive : Emily Williams
- 2019-2020 : Schooled : Lainey Lewis (34 épisodes)
- 2022 : Good Doctor : Nelly Dunn

#### Séries télévisées d'animation
- 2015-2020 : Steven Universe : Stevonnie (voix)

- 2018-2020 : She-Ra et les Princesses au pouvoir : Catra (voix, 47 épisodes)

#### Téléfilms
- 2005 : Kitty's Dish : Kitty
- 2005 : Haversham Hall : Sam Tillar
- 2006 : Les Sœurs Callum (Cow Belles) : Courtney Callum
- 2011 : Mystère à Salem Falls (Salem Falls) : Gillian Duncan
- 2014 : Le Choix de ma vie (Expecting Amish) : Hannah Yoder

## Discographie
- 2010 :
  -  It's Who You Are (pour Secretariat (film))
- 2013 :
  - All I've Ever Needed (pour Grace Unplugged)
  - Desert Song (pour Grace Unplugged)
  - You Never Let Go (pour Grace Unplugged)
  - Misunderstood (pour Grace Unplugged)
- 2017 :
  -  Here Comes a Thought (pour Steven Universe)
  -  Tom Sawyer (pour Les Goldberg)
  -  Eternal Flame (pour Les Goldberg)
  -  Walking on Sunshine (pour Les Goldberg)